# Gleason Corporation
Gleason – amerykańskie przedsiębiorstwo założone w 1865 r. przez Williama Gleasona. Jest obecnie największym na świecie dostawcą systemów przekładni stożkowych o zazębieniu kołowo-łukowym, prostym i hipoidalnym. Zakład, zaczynając od małego warsztatu nad rzeką Genesee, stał się z biegiem czasu firmą The Gleason Works, a ostatecznie Gleason Corporation – światowym koncernem produkcji różnych typów kół zębatych i obrabiarek do ich produkcji. Przekładnie typu Gleason są stosowane w przemyśle lotniczym, motoryzacyjnym, maszyn budowlanych itd.

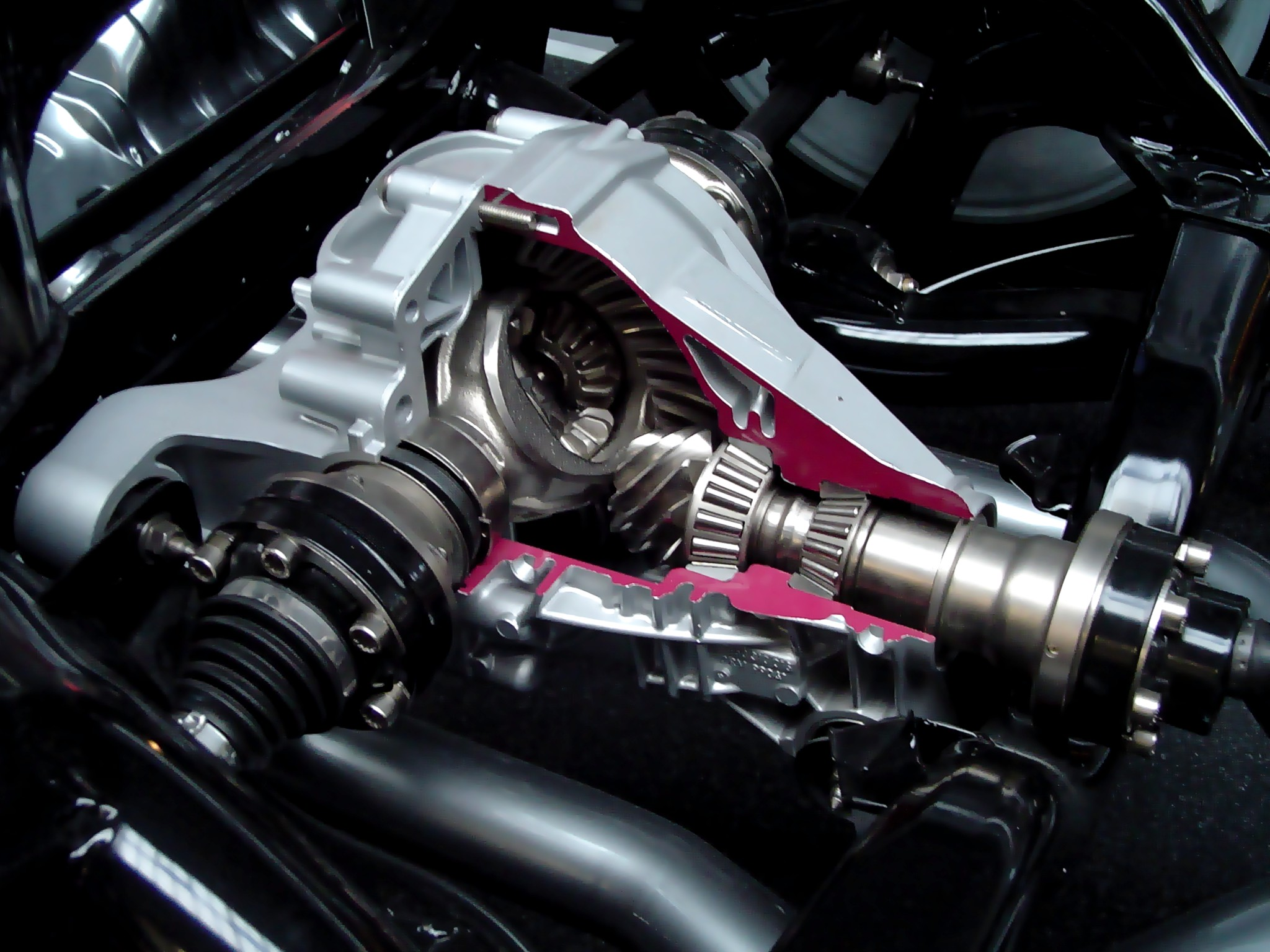
Most napędowy z hipoidalną przekładnią główną typu Gleason

## Historia
W 1865 William Gleason, założył pierwszy warsztat mechaniczny w Rochester w stanie Nowy Jork, który z czasem przekształcił się w The Gleason Works. W 1874 r. wynalazł pierwszą maszynę do produkcji kół zębatych stożkowych, która była początkiem nowej branży: przemysłu przekładni stożkowych. W 1905 wybudowano nowy zakład na University Avenue w Rochester, który jest obecną lokalizacją zakładu The Gleason Works, adres – 1000 University Ave. Rochester, NY 14607.

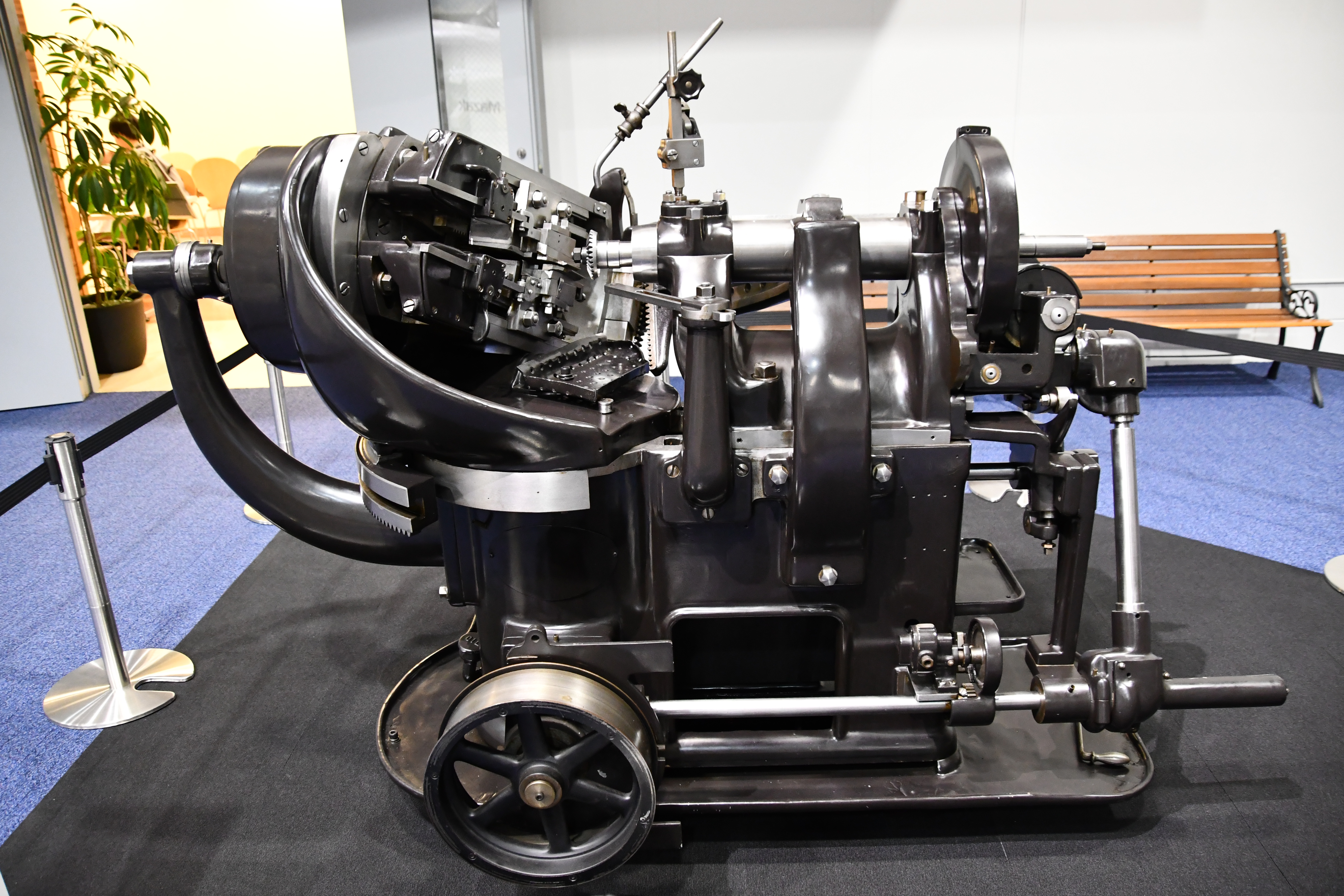
Obrabiarka Williama Gleasona do kół stożkowych prostych. Muzeum.

W 1913 firma opracowała konstrukcję kół zębatych stożkowych, przekładni głównych o kołowo – łukowym kształcie zęba i zmiennej wysokości uzębienia (zmienny moduł) oraz zarysie ewolwentowym. 

Przeakładnia stożkowa typu Gleason

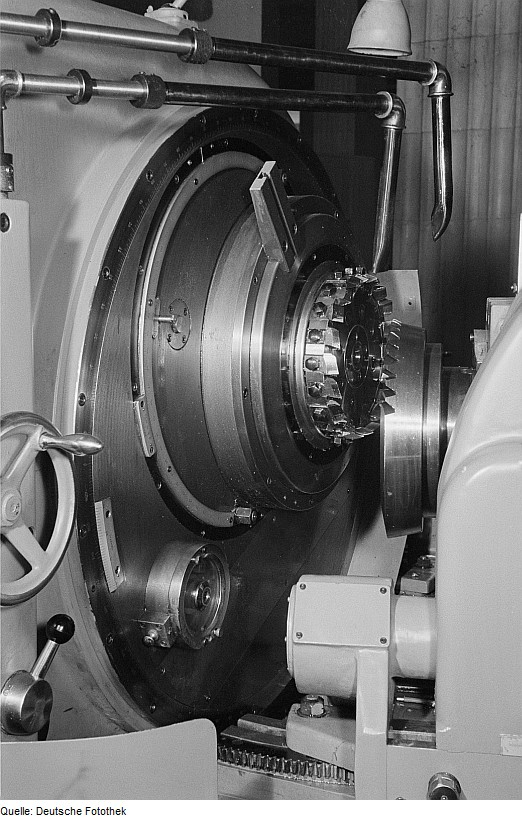
Obrabiarka do kół stożkowych o zębach kołowo-łukowych

System uzębienia kół zębatych, stożkowych firmy Gleason jest obecnie najbardziej uniwersalny, i najszerzej stosowany na świecie. Są to przekładnie stożkowe o dowolnej zbieżności i wysokości zębów wzdłuż szerokości uzębienia – (wyjątkiem są zęby o stałej wysokości na całej szerokości wieńca, stosowane przez firmy Oerlikon – Klingelnberg oraz istniejące dawniej Fiat – Mammano, WMW Modul i ENIMS Saratov).
Wynalezienie przekładni o hipoidalnym zazębieniu – przesunięciu osi wałka względem osi koła talerzowego – w 1924 r. przez Nikolę Trbojevicha, znanego w USA jako Nicholas John Terbo (1886 – 1973), było bodźcem do rozwoju firmy w oparciu o nowy wynalazek. W 1927 r. firma Gleason wdrożyła hipoidalne przekładnie główne do produkcji seryjnej. Ernest Wildhaber opatentował metodę nacinania uzębień hipoidalnych (patent US 1705887A Method of generating hypoid gears z 1929 r.), a firma skonstruowała nową obrabiarkę Gleason 16 Hypoid Generator, umożliwiającą poprawne nacinanie uzębień zębników – wałków atakujących – przekładni hipoidalnych.
Packard Eight z 1927 r. (albo Packard 426 Roadstar z 1927) był pierwszym samochodem w którym po raz pierwszy zastosowano hipoidalną przekładnię główną produkcji Gleasona.

Gleason, przekładnia hipoidalna

W 1938 r. firma opatentowała nową metodę frezowania przekładni nazwaną Formate, a potem zbudowała obrabiarki typu: G 11 Spiral Bevel Rougher, nacinającą zgrubnie koła talerzowe metodą wcinania, oraz G 11 Spiral Bevel Finisher, nacinającą wykańczająco koła talerzowe tzw. talerzowym przeciągaczem obrotowym. Skróciło to czas obróbki kół talerzowych średnio o 30%, a w przypadku dużych przełożeń – nawet pięciokrotnie. W latach 40 i 50 XX w. firma skonstruowała nowe typy obrabiarek: G 26 Hypoid Generator z mechanizmem modyfikacji odtaczania (modyfikacja ewolwenty) do obróbki zębników, kół odtaczanych i kół kształtowych metodą wcinania wgłębnego.
W 1954 r. firma zbudowała model G 116 Hypoid Generator (do obróbki zębników hipoidalnych i kół odtaczanych), następnie najbardziej uniwersalny model obrabiarki G 118, mający zarówno mechanizm modyfikacji ruchu odtaczania, jak i pochylaną oś głowicy narzędziowej. Większość z tych obrabiarek do dziś znajduje zastosowanie w produkcji jednostkowej oraz mało i średnioseryjnej w zakładach na całym świecie. Pod koniec lat 40 XX w. firma Gleason opracowała i opublikowała algorytmy obliczeń konstrukcyjnych i ustawczych obrabiarek do produkcji przekładni hipoidalnych, pozwalające na ich zaprojektowanie i wykonanie.
Pod koniec lat 70. i w latach 80. XX w. firma Gleason opracowała nową serię obrabiarek, tzw. serię 600. W Polsce było kilka obrabiarek z tej grupy, m.in.: G 655 w Elblągu (Zakłady Mechaniczne im. gen. Karola Świerczewskiego), G 645 (w Stalowej Woli ZZN – 2 sztuki, obrabiarka dostosowana do frezowania wykańczającego po obróbce cieplnej tzw. na twardo, zamiast szlifowania). Zakład Zespołów Napędowych w Stalowej Woli nadal posiada też obrabiarki Gleasona zakupione w 1974 typu, G 26,G 116,G 118. W Polsce były ponadto obrabiarki do obróbki kół talerzowych metodą kształtową, G 606 do obróbki zgrubnej oraz G 607 do obróbki wykończającej przeciągaczem obrotowym w FSC Starachowice. Część z nich jest być może jeszcze dostępna. Obliczenia kart ustawczych tych maszyn opierały się na istniejących algorytmach, opracowanych przez firmę Gleason w których zmianie ulegały jedynie objęte nimi tzw. stałe obrabiarki.
W 1988 firma wyprodukowała pierwszą na świecie maszynę CNC „Phoenix”, do 6-osiowej obróbki kół zębatych stożkowych o zazębieniu hipoidalnym. W latach 90. XX w. i na początku XXI w. powstały pierwsze obrabiarki sterowane numerycznie do uzębień stożkowych typu Gleason. Pierwszą z nich była maszyna Phoenix 250 HC, skonstruowana w 1989 r., a po niej obrabiarki Phoenix 125 GH i Phoenix 175 GH, wprowadzone na rynek w 1992 r. W Polsce była tylko jedna obrabiarka typu Phoenix, tj. Phoenix 175 GH w Kaliszu. Prawdziwym przełomem stała się druga generacja obrabiarek sterowanych numerycznie, zapoczątkowana w 2001 r. przez obrabiarkę Phoenix II 275 HC.
Obecnie weszła na rynek trzecia generacja obrabiarek Gleasona, Phoenix, której pierwszym reprezentantem jest Phoenix 280 C. Obrabiarki serii Phoenix drugiej i trzeciej generacji umożliwiają bezpośrednie sterowanie i wprowadzanie na bieżąco korekt z komputerowych systemów wspomagających CAGE firmy Gleason, które działają w pętli sprzężenia zwrotnego ze współrzędnościowymi maszynami pomiarowym.
Dziś Gleason Works jest centrum projektowym w zakresie projektowania nowoczesnych urządzeń do wszystkich typów kół zębatych stożkowych, a także jedną ze światowych fabryk koncernu Gleason Corporation, która produkuje obrabiarki i urządzenia do produkcji kół zębatych stożkowych i cylindrycznych oraz narzędzia do ich produkcji.
W Polsce Zespół Komputerowego Wspomagania Procesów Wytwarzania na Wydziale Samochodów i Maszyn Roboczych Politechniki Warszawskiej, dawniej: Zespół Konstrukcji i Technologii Przekładni Stożkowych pod kierunkiem nie żyjącego już prof. dr. hab. inż. Zdzisława Wójcika, zajmujący się problematyką konstrukcji i technologii wykonania przekładni typu Gleason, stożkowych prostych i hipoidalnych, dokonał analizy i opracowania opublikowanych algorytmów kart ustawczych obrabiarek firmy Gleason, rozkodował algorytmy i występujące w nich wielkości, określił dopuszczalny zakres zmienności parametrów, opracował własny system oraz zbudował komputerowy system tych obliczeń. Opracowanie to pozwoliło na wykonywanie m.in. w Polsce przekładni opracowanych i wykonanych przez inne firmy, o innym typie uzębienia, jak np. Oerlikon czy Klingelnberg, oraz istniejące dawniej Fiat-Mammano, WMW Modul (NRD) czy ENIMS Saratov (Rosja), na obrabiarkach firmy Gleason jako ich odpowiedniki, głównie na części zamienne dla przemysłu górniczego i innych.